# Залізовський Андрій Владиславович
Залізовський Андрій Владиславович (нар. 21 квітня 1973) — український радіофізик, учасник українських антарктичних експедицій, завідувач відділу радіофізики геокосмосу Радіоастрономічного інституту НАНУ (з 2017), лауреат Державної премії України (2015).

## Біографія
Народився 21 квітня 1973 року в Рогані в Харківській області. В 1995 році закінчив Харківський техничний університет за спеціальністю «радіотехніка». В 2001 році в Інституті радіофізики та електроніки захистив кандидатську дисертацію «МГД діагностика ближнього космосу». В 2005 році переміг у конкурсі проєктів науково-дослідних робіт молодих учених НАН України з роботою «Антарктичні дослідження процесу переносу енергії від нейтральної атмосфери та поверхні Землі на висоту геокосмосу». 22 грудня 2014 року захистив докторську дисертацію за спеціальністю «радіофізика». З 29 березня 2017 року обіймає посаду завідувача відділу радіофізики геокосмосу Радіоастрономічного інституту НАНУ.

## Нагороди
- Державна премія України в галузі науки і техніки за цикл наукових праць «Структура і динаміка геофізичних полів як відображення еволюції та взаємодії геосфер в Антарктиці» (2015)[4]